# Real Madrid (club omnisports)
Pour les articles homonymes, voir Real Madrid.
Le Real Madrid Club de Fútbol est un club omnisports espagnol, fondé en 1902 à Madrid avec sa section football et qui comporte (ou a comporté) de nombreux sports, dont une section basket-ball. Le Real, l'un des clubs les plus célèbres et prestigieux au monde, a remporté 15 titres de champions d’Europe de football (Ligue des champions) et 10 titres de champions d'Europe de basket. Son influence dépasse largement les frontières de l'Espagne.

## Historique
Le Real Madrid C.F. (Real Madrid Club de Fútbol) est un club de football espagnol, désigné comme le meilleur club du XXe siècle par la FIFA. Il a gagné quinze fois la Coupe d'Europe (Ligue des champions). La section football est fondée en 1902. Le club madrilène a toujours évolué en Primera Division depuis sa création en 1928-1929. Le club est présidé depuis 2009 par Florentino Pérez.
D'autres sections sportives sont gérées par le club, dont notamment celle de basket-ball, une des plus prestigieuses de l'histoire de ce sport en Europe.
Le 8 mars 1931, la section basket-ball est créée. Avec dix succès en Coupe des Champions européenne (Euroligue), quatre en Coupe des vainqueurs de la Coupe et la victoire dans la Coupe Korac et ULEB Eurocup, ce club est considéré comme le plus titré en Europe.
Entre 1952 et 1959, le club possédait d'une section handball (es). Celle-ci a notamment remporté le doublé championnat d'Espagne en 1953
Le 12 janvier 1998, le club est désigné comme le meilleur club du siècle par la FIFA.
Le club détient le record du nombre de Ligue des Champions gagnées, avec 15 titres, et avec 35 Ligas, il est le club le plus titré du championnat espagnol.

## Présidents successifs
Voici la liste des présidents du Real Madrid telle que reconnue par le club :
| N° | Pays                 | Nom                      | Période     |
| -- | -------------------- | ------------------------ | ----------- |
| 1  | Drapeau de l'Espagne | Julián Palacios          | 1900-1902   |
| 2  | Drapeau de l'Espagne | Juan Padrós              | 1902-1904   |
| 3  | Drapeau de l'Espagne | Carlos Padrós            | 1904-1908   |
| 4  | Drapeau de l'Espagne | Adolfo Meléndez          | 1908-1916   |
| 5  | Drapeau de l'Espagne | Pedro Parages            | 1916-1926   |
| 6  | Drapeau de l'Espagne | Luis de Urquijo          | 1926-1930   |
| 7  | Drapeau de l'Espagne | Luis JB Usera            | 1930-1935   |
| 8  | Drapeau de l'Espagne | Rafael Sánchez Guerra    | 1935-1936   |
| 9  | Drapeau de l'Espagne | Antonio Ortega Gutiérrez | 1937-1938   |
| 10 | Drapeau de l'Espagne | Adolfo Meléndez          | 1939-1940   |
| 11 | Drapeau de l'Espagne | Antonio Santos Peralba   | 1940-1943   |
| 12 | Drapeau de l'Espagne | Santiago Bernabéu        | 1943-1978   |
| 13 | Drapeau de l'Espagne | Luis de Carlos Ortiz     | 1978-1985   |
| 14 |                      | Ramón Mendoza            | 1985-1995   |
| 15 |                      | Lorenzo Sanz             | 1995-2000   |
| 16 |                      | Florentino Pérez         | 2000-2006   |
| 17 |                      | Ramón Calderón           | 2006-2009   |
| 18 |                      | Vicente Boluda (p.i.)    | 2009        |
| 19 |                      | Florentino Pérez         | depuis 2009 |